# دوري آيسلندا الممتاز 1996
دوري آيسلندا الممتاز 1996 (بالآيسلندية: Sjóvár-Almennra deild karla í knattspyrnu 1996) هو الموسم 85 من  دوري آيسلندا الممتاز. أقيم خلال الفترة 23 مايو 1996 وحتى 29 سبتمبر 1996، والذي يشرف على تنظيمه اتحاد آيسلندا لكرة القدم، وكان عدد الأندية المشاركة فيه  10، وفاز فيه ابروتاباندلاج أكرانيس.